# Mulgi (commune)
Mulgi est une commune rurale située dans le comté de Viljandi en Estonie.

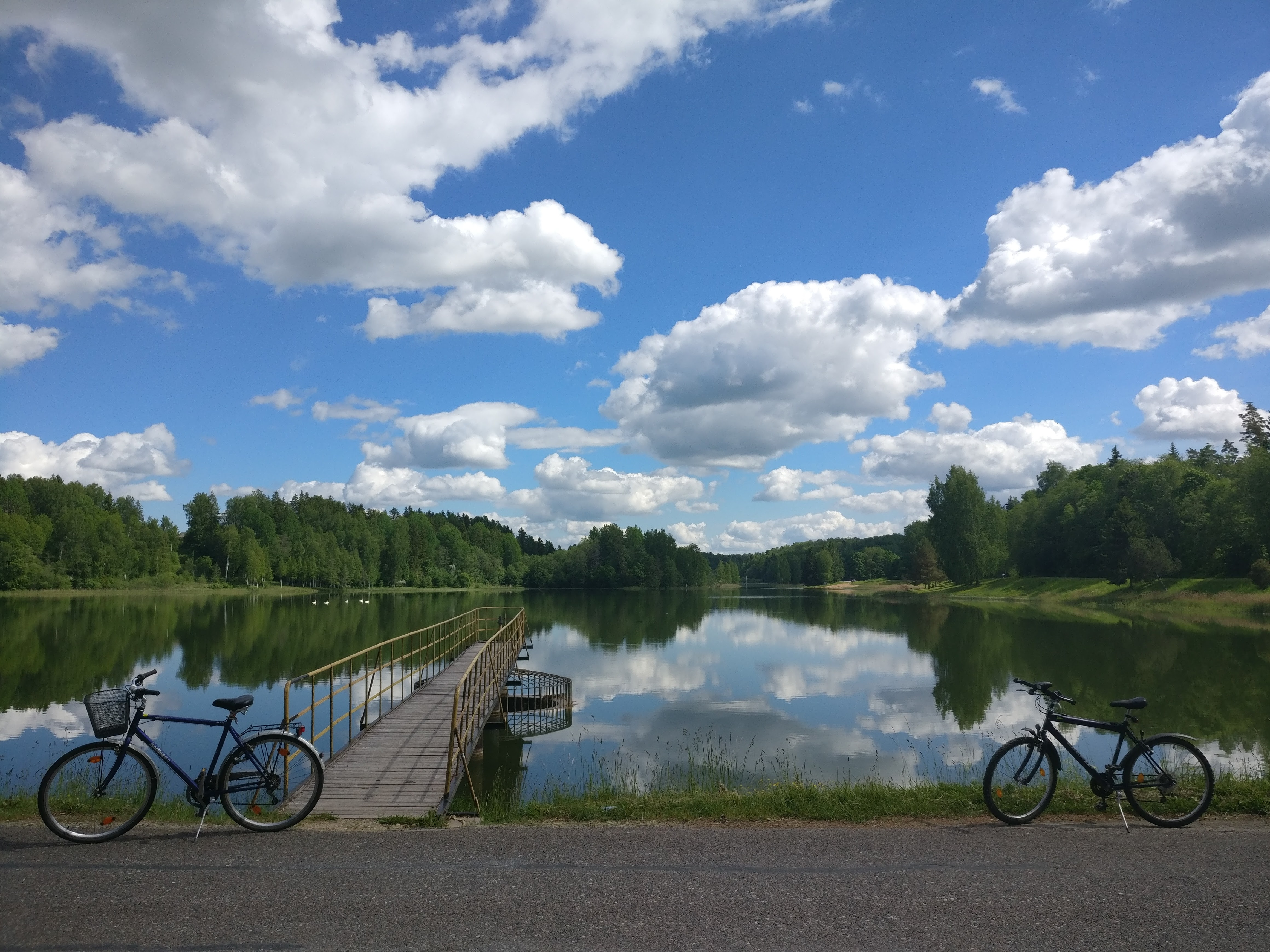
Mulgi – Vue

## Géographie
La commune s'étend sur 881 km2 dans le sud du comté et est bordée par la frontière avec la Lettonie.
Elle comprend les villes d'Abja-Paluoja, Karksi-Nuia et Mõisaküla, les petits bourgs d'Halliste et Õisu, ainsi que les villages d'Abja-Vanamõisa, Kamara, Karksi.

## Histoire
L'histoire de la ville de Mõisaküla commence en 1896, avec l'ouverture de la ligne à voie étroite Pernau-Walk. Le seigneur du domaine d'Abia, le baron Karl von Stackelberg, donne une partie de ses terres pour la construction d'un dépôt de locomotives. Des maisons d'ouvriers se bâtissent, liées au développement du chemin de fer. La localité est reliée à Fellin (aujourd'hui Viljandi) en 1897, puis à Reval. Le baron donne encore des terrains en 1899 et la première rue est tracée. On ouvre un atelier de réparation de locomotives en 1900 et une filature de lin en 1909. Le village, dont le nom signifie littéralement : « village du manoir », regroupe une centaine de maisons et près d'un millier d'habitants à la veille de la Première Guerre mondiale. Il obtient son statut de ville en 1938. Celle-ci atteint une population de 3 000 habitants à la fin des années 1930. La ville est détruite à 75 % en 1944. Sous la république socialiste soviétique d'Estonie, elle était connue pour son industrie de métallurgie.
La paroisse d'Abia est mentionnée en 1504 avec son domaine seigneurial, dont le premier manoir a été construit en 1582. Il a appartenu du XVIIIe siècle à 1919 (année de l'expropriation des terres de la noblesse terrienne) à la famille von Stackelberg qui y fit construire le manoir actuel.
En 1998, les anciens bourgs d'Abja (autrefois : Abia) et de Paluoja (autrefois : Palloja) sont réunis en une seule ville, Abja-Paluoja.
Les communes de Abja, Halliste et Karksi fusionnent en 2017 pour former la commune de Mulgi.

## Démographie
Le 1er janvier 2019, la population s'élevait à 7 436 habitants. 

## Culture et patrimoine
Le village de Karksi abrite les ruines de l'ancien château fort teutonique de Karkus, bâti au XIVe siècle et démoli en 1708, ainsi qu'une chapelle médiévale.